# Caudete de las Fuentes
Caudete de las Fuentes é um município da Espanha na província de Valência, Comunidade Valenciana. Tem 34,6 km² de área e em 2021 tinha 701 habitantes (densidade: 20,3 hab./km²).

## Demografia
| Variação demográfica do município entre 1991 e 2004 | Variação demográfica do município entre 1991 e 2004 | Variação demográfica do município entre 1991 e 2004 | Variação demográfica do município entre 1991 e 2004 |
| --------------------------------------------------- | --------------------------------------------------- | --------------------------------------------------- | --------------------------------------------------- |
| 1991                                                | 1996                                                | 2001                                                | 2004                                                |
| 917                                                 | 845                                                 | 820                                                 | 795                                                 |